# أفي شلايم
أفي شلايم (بالعبرية: אבי שליים‏)، (31 أكتوبر 1945 بغداد) هو مؤرخ يهودي عراقي يحمل الجنسيتين البريطانية والإسرائيلية، أستاذ علاقات دولية في جامعة أوكسفورد، وأحد المؤرخين الجدد.

## حياته
ولد أفي شلايم في بغداد في 31 أكتوبر 1945 وترعرع في إسرائيل. يتحدث باللغتين العبرية والعربية. يعلن بأنه يهودي عراقي. له كتابات متواصلة في جريدة الجارديان البريطانية. بحسب مجلة (The Nation) فإن آفي شلايم يعتبر واحد من أكثر الأشخاص تعمقا وفهما للصراع العربي الإسرائيلي.
درس شلايم التاريخ في جامعة كامبردج ودرس العلاقات الدولية في كلية لندن للاقتصاد، وحاصل على الدكتوراه من جامعة ريدنج ويدرّس بها علم العلاقات الدولية، ويختص في القضايا الأوروبية. يعود اهتمامه بالتاريخ الإسرائيلي إلى سنة 1987 عندما تحصل على منصب باحث أكاديمي وبرفسور بريطاني (British Academy Research Professor) في معهد سانت انتوني باكسفورد، وعمل كمدقق خارجي لرسالة الدكتوراة المقدمة من إيلان بابي أحد المؤرخين الجدد المهمين.
أسلوب شلايم في دراسة التاريخ يتركز حول إيمانه بأن «عمل المؤرخ هو الحكم».

## مؤلفاته
- Collusion across the Jordan: King Abdullah, the Zionist Movement and the Partition of Palestine (فائز بجائزة الدراسات السياسية لمؤسسة دبليو جى إم ماكينزى لعام 1988)
- The Politics of Partition (1990 و1998)
- War and Peace in the Middle East: A Concise History (1995)
- The Cold War and the Middle East (co-editor, 1997)
- and The Iron Wall: Israel and the Arab World (2001).
- Lion of Jordan: The Life of King Hussein in War and Peace (2007)
- (2009) [5]Israel and Palestine: reappraisals, revisions, refutations